# Regions Morgan Keegan Championships and the Cellular South Cup 2009 - Qualificazioni singolare maschile
Le qualificazioni del singolare maschile del Regions Morgan Keegan Championships and the Cellular South Cup 2009 sono state un torneo di tennis preliminare per accedere alla fase finale della manifestazione. I vincitori dell'ultimo turno sono entrati di diritto nel tabellone principale. In caso di ritiro di uno o più giocatori aventi diritto a questi sono subentrati i lucky loser, ossia i giocatori che hanno perso nell'ultimo turno ma che avevano una classifica più alta rispetto agli altri partecipanti che avevano comunque perso nel turno finale.
Le qualificazioni del Regions Morgan Keegan Championships and the Cellular South Cup  2009 prevedevano 16 partecipanti di cui 4 sono entrati nel tabellone principale.

## Teste di serie
1. Gilles Müller (primo turno)
2. Dudi Sela (Qualificato)
3. Roko Karanušić (primo turno)
4. Denis Gremelmayr (primo turno)

1. Robert Kendrick (ultimo turno)
2. Wayne Odesnik (primo turno)
3. Kevin Kim (Qualificato)
4. Amer Delić (primo turno)

## Qualificati
1. Simon Greul
2. Dudi Sela

1. Chris Guccione
2. Kevin Kim

## Tabellone

### Legenda
| - Q = Qualificato - WC = Wild card - LL = Lucky loser | - ALT = Alternate - SE = Special Exempt - PR = Protected Ranking | - w/o = Walkover - r = Ritirato - d = Squalificato |

### Sezione 1
|  | Primo turno | Primo turno   | Primo turno   | Primo turno | Primo turno |  |  | Ultimo turno | Ultimo turno | Ultimo turno | Ultimo turno | Ultimo turno |  |
|  |             |               |               |             |             |  |  |              |              |              |              |              |  |
|  |             | Simon Greul   | Simon Greul   | 6           | 6           |  |  |              |              |              |              |              |  |
|  | 1           | Gilles Müller | Gilles Müller | 4           | 1           |  |  | Simon Greul  | Simon Greul  | 69           | 7            | 6            |  |
|  |             | John Isner    | John Isner    | 6           | 7           |  |  | John Isner   | John Isner   | 7            | 64           | 4            |  |
|  | 6           | Wayne Odesnik | Wayne Odesnik | 3           | 64          |  |  |              |              |              |              |              |  |

### Sezione 2
|  | Primo turno | Primo turno           | Primo turno           | Primo turno | Primo turno |  |  | Ultimo turno | Ultimo turno    | Ultimo turno    | Ultimo turno | Ultimo turno |  |
|  |             |                       |                       |             |             |  |  |              |                 |                 |              |              |  |
|  | 2           | Dudi Sela             | Dudi Sela             | 7           | 6           |  |  |              |                 |                 |              |              |  |
|  |             | Frank Dancevic        | Frank Dancevic        | 64          | 3           |  |  | 2            | Dudi Sela       | Dudi Sela       | 6            | 6            |  |
|  | 5           | Robert Kendrick       | Robert Kendrick       | 6           | 6           |  |  | 5            | Robert Kendrick | Robert Kendrick | 4            | 4            |  |
|  |             | Jorge Vazquez-Catoira | Jorge Vazquez-Catoira | 3           | 4           |  |  |              |                 |                 |              |              |  |

### Sezione 3
|  | Primo turno | Primo turno     | Primo turno     | Primo turno | Primo turno |  |  | Ultimo turno   | Ultimo turno   | Ultimo turno   | Ultimo turno | Ultimo turno |  |
|  |             |                 |                 |             |             |  |  |                |                |                |              |              |  |
|  |             | Chris Guccione  | 7               | 1           | 6           |  |  |                |                |                |              |              |  |
|  | 3           | Roko Karanušić  | 65              | 6           | 3           |  |  | Chris Guccione | Chris Guccione | Chris Guccione | 6            | 6            |  |
|  |             | Amer Delić      | Amer Delić      | 7           | 7           |  |  | Amer Delić     | Amer Delić     | Amer Delić     | 3            | 3            |  |
|  | 8           | Evgenij Korolëv | Evgenij Korolëv | 63          | 5           |  |  |                |                |                |              |              |  |

### Sezione 4
|  | Primo turno | Primo turno      | Primo turno      | Primo turno | Primo turno |  |  | Ultimo turno | Ultimo turno | Ultimo turno | Ultimo turno | Ultimo turno |  |
|  |             |                  |                  |             |             |  |  |              |              |              |              |              |  |
|  |             | Jesse Levine     | Jesse Levine     | 7           | 2           |  |  |              |              |              |              |              |  |
|  | 4           | Denis Gremelmayr | Denis Gremelmayr | 5           | 0r          |  |  |              | Jesse Levine | Jesse Levine | 64           | 5            |  |
|  | 7           | Kevin Kim        | Kevin Kim        | 6           | 6           |  |  | 7            | Kevin Kim    | Kevin Kim    | 7            | 7            |  |
|  |             | Blake Strode     | Blake Strode     | 4           | 3           |  |  |              |              |              |              |              |  |